# Shortepa
Shortepa är ett distrikt i Afghanistan. Det ligger i provinsen Balkh, i den norra delen av landet, 400 kilometer nordväst om huvudstaden Kabul.
Distriktet beräknades år 2022 ha cirka 46 000 invånare.